# 双柱柳
双柱柳（学名：Salix bistyla）是杨柳科柳属的植物。分布在尼泊尔以及中国大陆的西藏、云南等地，生长于海拔2,650米至3,400米的地区，多生长于山区，目前尚未由人工引种栽培。

## 异名
- Salix bistyla Hand.-Mazz. var. parva P. I. Mao